# Vlag van Jisp

Vlag van de voormalige gemeente Jisp
(1938-1991)

De vlag van Jisp is nooit officieel als gemeentevlag van de toenmalige gemeente Jisp aangenomen. De vlag die officieus als gemeentelijk dundoek gebruikt werd bestond uit drie banen van gelijke hoogte in de kleuren rood, geel en blauw. In het kanton staat het wapen van Jisp afgebeeld. Op 1 januari 1991 ging de gemeente op in Wormerland, waarmee de gemeentevlag kwam te vervallen.
De vlag is vermoedelijk in gebruik genomen tijdens of na het 40-jarig regeringsjubileum van koningin Wilhelmina in 1938. Daarbij liepen delegaties jongeren uit de verschillende gemeentes van het land tijdens een defilé, voorafgegaan door een provincievlag met het gemeentewapen in het kanton. Nog niet bestaande provincievlaggen waren speciaal voor het defilé ontworpen, voor Noord-Holland was dit een vlag met drie banen in rood, geel en blauw. De vlag voldoet aan de beschrijving van deze vlaggen; de ondergrond komt overeen met het ontwerp voor de vlag van Noord-Holland die tijdens het jubileum is gebruikt.
De oorspronkelijke defileervlaggen waren vierkant, wat bij de vlag van Jisp ook het geval was.

## Verwant symbool

Wapen van Jisp

Akersloot
· Andijk
· Anna Paulowna 
· Assendelft 
· Beemster 
· Bennebroek 
· Blokker 
· Broek in Waterland 
· Bussum 
· Callantsoog 
· Edam 
· Egmond 
· Egmond aan Zee 
· Egmond-Binnen 
· Graft-De Rijp 
· 's-Graveland 
· Haarlemmerliede en Spaarnwoude 
· Harenkarspel 
· Heerhugowaard 
· Hensbroek 
· Hoogwoud 
· Ilpendam 
· Jisp 
· Krommenie 
· Langedijk 
· Limmen 
· Marken 
· Midwoud 
· Monnickendam 
· Muiden 
· Naarden 
· Nederhorst den Berg 
· Nibbixwoud 
· Niedorp 
· Noorder-Koggenland 
· Obdam 
· Opperdoes 
· Schermer 
· Schermerhorn 
· Schoorl 
· Sint Maarten 
· Terschelling 
· Terschelling en Vlieland 
· Twisk 
· Venhuizen 
· Vlieland 
· Warmenhuizen
· Weesp
· Wervershoof 
· Wester-Koggenland 
· Westwoud 
· Westzaan 
· Wieringen 
· Wieringermeer 
· Wijdewormer 
· Wognum 
· Wormer 
· Wormerveer 
· Zaandam 
· Zaandijk 
· Zeevang 
· Zijpe